# Szlama Ber Winer
Szlama Ber Winer alias Jakub Grojnowski (ur. 23 września 1911 w Izbicy Kujawskiej, zm. 12 kwietnia 1942 w Bełżcu) – polski Żyd, uciekinier z obozu zagłady w Chełmnie nad Nerem, świadek i ofiara Zagłady.
Urodził się w religijnej rodzinie żydowskiej, z zawodu był krawcem. 6 stycznia 1942 roku został wywieziony przez Niemców do ośrodka zagłady w Chełmnie nad Nerem i wcielony do komanda, które zajmowało się grzebaniem zwłok w masowych mogiłach. Tym samym stał się naocznym świadkiem prowadzonej w Chełmnie eksterminacji Żydów i Romów. Po trzynastu dniach uciekł z obozu. Zdołał przedostać się do Warszawy, gdzie członkowie grupy Oneg Szabat spisali jego relację. W drugiej połowie marca 1942 roku udał się do Zamościa, gdzie mieszkał jego przyrodni brat z żoną i dziećmi. Niedługo później wraz z blisko 2,8 tys. zamojskich Żydów został wywieziony i zgładzony w obozie zagłady w Bełżcu.
Relacja Winera jest pierwszym znanym historiografii pisemnym świadectwem uciekiniera z obozu zagłady. Dzięki niej żydowski ruch oporu mógł zaalarmować Polskie Państwo Podziemne o rozpoczętej przez nazistów eksterminacji Żydów. Po wojnie została odnaleziona wraz z innymi dokumentami z podziemnego archiwum getta warszawskiego, jednakże tożsamość jej autora udało się ustalić dopiero na początku XXI wieku.

## Życiorys

### Okres przedwojenny
Urodził się w Izbicy Kujawskiej. Był najmłodszym z czworga dzieci Icka Wolfa Winera i jego żony Srency (z domu Łaskiej, primo voto Mamrockiej, secundo voto Bajle/Bajler). Miał dwóch braci i siostrę, a także przyrodniego brata z drugiego małżeństwa matki. Jego ojciec był z zawodu kupcem. Rodzina mieszkała lub prowadziła działalność gospodarczą przy ul. POW w Izbicy Kujawskiej. Prawdopodobnie można było ją zaliczyć do religijnych Żydów.
Początkowo Szlama pobierał nauki w miejscowym chederze. W 1918 roku rozpoczął natomiast naukę w szkole powszechnej w Izbicy Kujawskiej, jednakże zdołał ukończyć tylko trzy oddziały. Pod koniec lat 20. terminował krawiectwo. Prawdopodobnie nigdy nie zawarł związku małżeńskiego i pozostał bezdzietny.

### Ucieczka z obozu zagłady
Po rozpoczęciu niemieckiej okupacji Izbica Kujawska wraz z całym powiatem kolskim została wcielona do Rzeszy i znalazła się w obrębie tzw. Kraju Warty. W styczniu 1941 roku w mieście utworzono getto. W grudniu tegoż roku w Kraju Warty rozpoczęła się masowa eksterminacja ludności żydowskiej. Miejscowe getta były likwidowane, a ich mieszkańców Niemcy mordowali w ośrodku zagłady w Chełmnie nad Nerem (Kulmhof). W styczniu 1942 roku akcją eksterminacyjną objęto także Izbicę Kujawską.
Winer trafił do Chełmna 6 stycznia 1942 roku, w grupie 29 mężczyzn z Izbicy Kujawskiej, których Niemcy wyselekcjonowali, aby wykonywali prace fizyczne na terenie ośrodka zagłady. Został wcielony do komanda leśnego (Waldkommando), którego zadaniem było opróżnianie mobilnych komór gazowych i grzebanie zwłok w masowych mogiłach w Lesie Rzuchowskim. W tym czasie w Chełmnie zostali zgładzeni jego rodzice oraz starszy brat Mojsze. Winer był naocznym świadkiem likwidacji żydowskich transportów z Łodzi, Kłodawy, Bugaju, Nowin Brdowskich i Izbicy Kujawskiej. Był także świadkiem prowadzonej w Chełmnie eksterminacji Romów.
Po kilku dniach spędzonych w obozie Winer wraz z innym więźniem, Michałem Podchlebnikiem, postanowili zaryzykować ucieczkę. Zaplanowali, że wyskoczą z samochodu, którym każdego ranka Niemcy zabierali więźniów do pracy w Lesie Rzuchowskim. Datę ustalili na 19 stycznia. Wspólna ucieczka okazała się jednak niemożliwa, gdyż tego poranka Niemcy umieścili Winera i Podchlebnika w dwóch różnych pojazdach. Ostatecznie obaj uciekli na własną rękę: Winer podczas przejazdu autokarem niepostrzeżenie wyskoczył przez okienko, podczas gdy Podchlebnik wyskoczył z samochodu ciężarowego przez otwór, który wyciął nożem w plandece.
Po ucieczce Winer przez kilka godzin tułał się po okolicy. Aby uniknąć denuncjacji, podawał się za Polaka – rzeźnika nazwiskiem Wojciechowski. W dwóch gospodarstwach podarowano mu żywność. Wkrótce zorientował się, że znajduje się w odległości zaledwie 10 kilometrów od Grabowa, w którym wciąż istniało getto. Opłacił więc polskiego rolnika, który jeszcze tego samego dnia podwiózł go furmanką do miasteczka. Dotarłszy do getta, Winer opowiedział miejscowemu rabinowi, Jakubowi Szulmanowi, o tym, czego świadkiem był w Chełmnie.

Spytałem: Czy tu mieszka rabin? – Kim pan jest? – Rebe, przychodzę z zaświatów. – Wzrok jego mówił, że bierze mnie za wariata. Powiedziałem: Rebe, nie myśl, żem zwariował czy niespełna rozumu. Jestem Żydem, przybyłem z zaświatów. Dokonywana jest zagłada narodu żydowskiego. Ja sam pogrzebałem całą gminę żydowską, w tym – moich rodziców, braci i całą rodzinę. Jestem zupełnie osierocony. – Mówiąc to, szlochałem. Rabin spytał: Gdzie się ich morduje? – Odpowiedziałem: W Chełmnie. Wszystkich truje się gazem w lesie i grzebie w jednej mogile.

21 stycznia do Grabowa dotarł Podchlebnik, który potwierdził słowa Winera. Niektórzy z miejscowych Żydów przyjęli ich opowieści z niedowierzaniem. Rabin Szulman uwierzył jednak słowom uciekinierów i wysłał swoim krewnym i przyjaciołom, mieszkającym m.in. w Łodzi, listy i karty pocztowe z ostrzeżeniami i informacjami o trwającym ludobójstwie. Podobnie postąpili niektórzy z mieszkańców getta w Grabowie. Jeden z listów napisanych przez rabina dotarł nawet do Warszawy; przypuszcza się, że mógł go tam dostarczyć sam Winer.
Spędziwszy pewien czas w Grabowie, Winer udał się do Piotrkowa Trybunalskiego, gdzie 5 lutego zarejestrował się w miejscowym Judenracie pod fałszywym nazwiskiem Jakub Grojnowski. Opuścił to miasto w drugim tygodniu lutego, kontynuując podróż na wschód. W trakcie ucieczki – być może jeszcze w Grabowie, lecz co bardziej prawdopodobne w Piotrkowie lub w Koluszkach – spotkał się z trzecim uciekinierem z Chełmna, Abramem Rojem. Ostatecznie obaj mężczyźni postanowili jednak uciekać na własną rękę. W gettach, w których się zatrzymywał, Winer opowiadał miejscowym Żydom o obozie w Chełmnie.
Około 10 lutego Winer udał się do Warszawy. Znalazłszy się w tamtejszym getcie, nawiązał kontakt z ziomkostwem Żydów wysiedlonych z Izbicy Kujawskiej. Z ich pomocą skontaktował się z Herszem Wasserem, sekretarzem Oneg Szabat – podziemnego archiwum getta warszawskiego. Żona Wassera, Bluma, spisała jego szczegółową relację z pobytu w Chełmnie. Świadectwo Winera miało przełomowe znaczenie. O ile bowiem przywódcy żydowskiej konspiracji mogli się dotąd łudzić, że masakry Żydów dokonywane przez Niemców i ich kolaborantów na Kresach Wschodnich mają charakter wyłącznie lokalny, o tyle informacja o systematycznej likwidacji żydowskich skupisk, które znajdowały się setki kilometrów za linią frontu, stanowiła pierwszy przekonujący dowód, że celem nazistów jest całkowita zagłada narodu żydowskiego.
Informacje o masowej eksterminacji Żydów w Chełmnie nad Nerem, uzyskane dzięki świadectwu Winera, opublikowano na łamach kilku konspiracyjnych pism ukazujących się w getcie warszawskim. Jego relacja stała się także podstawą raportu pt. „Wypadki chełmińskie”, który został opracowany przez Oneg Szabat, a następnie przekazany przedstawicielom Polskiego Państwa Podziemnego. W konsekwencji artykuły inspirowane relacją Winera pojawiły się wkrótce na łamach organów prasowych Armii Krajowej i Delegatury Rządu na Kraj: „Biuletynu Informacyjnego” i „Rzeczpospolitej Polskiej”. Informacje o eksterminacji Żydów w Chełmnie otrzymał również rezydujący w Londynie polski rząd na uchodźstwie.

### Dalsze losy

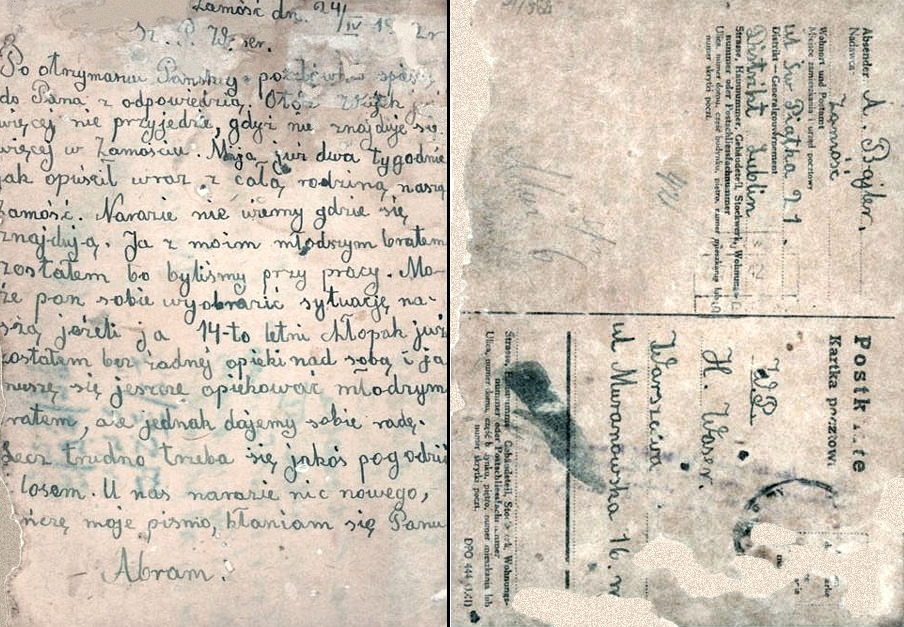
Kartka pocztowa napisana z Zamościa przez bratanka Winera, Abrama Bajlera, zaadresowana do Hersza Wassera, informująca o deportacji Winera i pozostałych członków rodziny

Ukrywając się w getcie warszawskim, Winer prowadził intensywną korespondencję z krewnymi i przyjaciółmi z innych miast, w tym także z Abramem Rojem. Niektóre z tych listów i pocztówek zachowały się w zbiorach Oneg Szabat. Podarował także Wasserom swoją fotografię, którą również odnaleziono w zbiorach podziemnego archiwum getta.
W Warszawie przebywał przez blisko pięć tygodni. W tym czasie otrzymywał zapomogi z kasy Oneg Szabat. Ostatecznie postanowił udać się do Zamościa, gdzie znajdowali się w tym czasie członkowie jego rodziny: przyrodni brat Szymon Hersz Bajler z żoną Fajgą („Felą”) i trojgiem dzieci. Oneg Szabat podjęło starania, aby jeden z zamojskich Żydów zapewnił mu środki do życia – w zamian za wsparcie finansowe organizacji dla jego krewnych zamieszkałych w Warszawie.
Winer dotarł do Zamościa najpóźniej 20 marca 1942 roku. Niedoszły opiekun nie wywiązał się z obietnicy, stąd przez pierwsze dwa dni święta Pesach uciekinier głodował, nie mogąc sobie pozwolić na zakup pożywienia spełniającego żywieniowe nakazy judaizmu.
Tymczasem Niemcy w ramach akcji „Reinhardt” rozpoczęli likwidację żydowskich gett w dystrykcie lubelskim i wywózkę ich mieszkańców do obozu zagłady w Bełżcu. Winer nadal utrzymywał listowny kontakt z Wasserami oraz z innymi członkami Oneg Szabat. Usiłował ich ostrzec o rozgrywających się na Lubelszczyźnie wydarzeniach, a zarazem uzyskać pomoc w powrocie do Warszawy. W pełnym ukrytych aluzji liście do Hersza Wassera, wysłanym nie wcześniej niż 5 kwietnia, pisał:

Piszę już pewnie do pana ostatni list i ja z pewnością też pójdę tam, dokąd poszli moi Rodzice, i w taki sam sposób […] Cmentarz jest w Bełżcu. Jest to ta sama śmierć co w Chełmnie.

Odpowiedź Wassera przyszła za późno. 11 kwietnia 1942 roku Niemcy rozpoczęli bowiem pierwszą akcję likwidacyjną w getcie w Zamościu. Tego wieczora blisko 2,8 tys. Żydów wywieziono z miasta i następnego dnia zgładzono w Bełżcu. W transporcie tym znalazł się Winer. W Zamościu pozostali tylko jego dwaj bratankowie: niespełna 15-letni Abram i 13-letni Mojsze. Ten pierwszy w liście z 24 kwietnia poinformował Wassera:

Otóż wujek już więcej nie przyjedzie, gdyż nie znajduje się więcej w Zamościu. Mija już dwa tygodnie, jak opuścił wraz z całą rodziną naszą Zamość. Na razie nie wiemy, gdzie się znajdują. Ja z moim młodszym bratem zostałem, bo byliśmy przy pracy. Może Pan sobie wyobrazić sytuację naszą, jeżeli ja, 14-to letni chłopak, już zostałem bez żadnej opieki nad sobą i ja muszę się opiekować młodszym bratem.

## Losy relacji Winera
3 sierpnia 1942 roku, w trakcie wielkiej akcji deportacyjnej w getcie warszawskim, w piwnicy szkoły przy ul. Nowolipki 68 członkowie Oneg Szabat zakopali pierwszą część podziemnego archiwum getta. Wśród ukrytych wtedy dokumentów znalazła się relacja Winera. Zbiór ten odnaleziono i wydobyto we wrześniu 1946 roku.
Relacja Winera jest pierwszym znanym historiografii pisemnym świadectwem uciekiniera z obozu zagłady. Ma unikalny charakter i stanowi bezcenne źródło wiedzy na temat obozu zagłady w Chełmnie nad Nerem.
Tożsamość jej autora przez kilkadziesiąt lat pozostawała jednak nieznana. Początkowo w pracach historycznych figurował on pod pseudonimem „Jakub Grojnowski”, widniejącym na jego korespondencji z rodziną i przyjaciółmi, która zachowała się w zbiorach Oneg Szabat. W publikacjach zagranicznych dominowała natomiast zniekształcona wersja tego pseudonimu – „Grojanowski”. Prawdziwość tego nazwiska zakwestionowała dopiero Ruta Sakowska, która zdołała jednocześnie ustalić, że uciekinier miał na imię Szlamek. Sakowskiej nie udało się natomiast ustalić jego nazwiska. Początkowo przypuszczała, że mogło brzmieć Bajler, w późniejszym czasie skłaniała się natomiast ku brzmieniu Fajner. W niektórych relacjach i świadectwach z czasów okupacji pojawiało się z kolei w wariantach Fajner/Finer lub Winer/Wiener. Ostatecznie na początku XXI wieku, dzięki m.in. zbadaniu dokumentów z przedwojennego Urzędu Stanu Cywilnego w Izbicy Kujawskiej, tożsamość uciekiniera z Chełmna zdołał ustalić Przemysław Nowicki.

## W kulturze
16 stycznia 2025 roku podczas Miami Jewish Film Festival miała miejsce premiera filmu The World Will Tremble opisującego historię Szlamy Ber Winera i Mordechaja Podchlebnika.